# Championnat de France de basket-ball 1984-1985
Navigation
Saison précédente Saison suivante
La saison 1984-1985 du championnat de France de basket-ball de Nationale 1 est la 63e édition du championnat de France masculin de basket-ball.
Le championnat de Nationale 1 de basket-ball est le plus haut niveau du championnat de France.
Quatorze clubs participent à la compétition. La victoire rapporte 3 points, le match nul 2 points et la défaite 1 point. Les équipes classées 13e et 14e descendent en Nationale 1B. 
Le tenant du titre, Limoges, va tenter de réaliser le triplé. Saint-Étienne et Mulhouse sont les deux équipes promues pour cette saison. Tours, 13e et Mulhouse, 14e sont les deux équipes reléguées à l'issue de cette saison 1984-1985, auxquelles s'ajoutera Saint-Étienne pour raisons financières.
Limoges a remporté le championnat pour la troisième fois de son histoire.

## Clubs participants
| Clubs          | Salles (Capacités)                            | Villes        |
| -------------- | --------------------------------------------- | ------------- |
| Antibes        | Salle Salusse Santoni (2000 places)           | Antibes       |
| Avignon        | Cosec Saint Chamand                           | Avignon       |
| Caen           | Palais des Sports (3000 places)               | Caen          |
| Challans       | Salle Michel Vrignaud (2400 places)           | Challans      |
| Le Mans        | La Rotonde (6000 places)                      | Le Mans       |
| Limoges        | Palais des Sports de Beaublanc (5500 places)  | Limoges       |
| ASVEL          | Maison des Sports (2000 places)               | Villeurbanne  |
| Monaco         | Salle Gaston Médecin (2500 places)            | Monaco        |
| Mulhouse       | Palais des Sports (3700 places)               | Mulhouse      |
| Orthez         | La Moutète (4000 places)                      | Orthez        |
| Saint-Étienne  | Stadium du Bardot (? places)                  | Saint-Étienne |
| Stade français | Stade Pierre-de-Coubertin (4000 places)       | Paris         |
| Tours          | Palais des Sports (4000 places)               | Tours         |
| Vichy          | Palais des sports Pierre Coulon (3300 places) | Vichy         |

## Classement final de la saison régulière
La victoire rapporte 3 points, le match nul 2 points, la défaite 1 point. 
| # | Équipe                 | Pts | J  | G  | N | P  | Pp   | Pc   | Diff |
| 1 | Limoges (T)            | 72  | 26 | 23 | 0 | 3  | 2758 | 2339 | +419 |
| 2 | ASVEL                  | 70  | 26 | 21 | 2 | 3  | 2503 | 2275 | +228 |
| 3 | Antibes                | 66  | 26 | 20 | 0 | 6  | 2303 | 2122 | +181 |
| 4 | Stade français         | 60  | 26 | 16 | 2 | 8  | 2550 | 2452 | +98  |
| 5 | Orthez                 | 57  | 26 | 15 | 1 | 10 | 2376 | 2265 | +111 |
| 6 | Challans               | 53  | 26 | 13 | 1 | 12 | 2397 | 2405 | -8   |
| 7 | Vichy                  | 52  | 26 | 12 | 2 | 12 | 2347 | 2360 | -13  |
| 8 | Avignon (+1)           | 47  | 26 | 9  | 3 | 14 | 2239 | 2411 | -172 |
| 9 | Caen (-1)              | 47  | 26 | 10 | 1 | 15 | 2294 | 2431 | -137 |
| 10 | Le Mans                | 44  | 26 | 8  | 2 | 16 | 2430 | 2483 | -53  |
| 11 | Monaco                 | 42  | 26 | 7  | 2 | 17 | 2219 | 2380 | -161 |
| 12 | Saint-Étienne (P) (+8) | 40  | 26 | 7  | 0 | 19 | 2359 | 2488 | -129 |
| 13 | Tours (-8)             | 40  | 26 | 6  | 2 | 18 | 2163 | 2400 | -237 |
| 14 | Mulhouse (P)           | 38  | 26 | 6  | 0 | 20 | 2298 | 2425 | -127 |
| Relégation en Nationale 2(T) = Tenant du titre 1984; (P) = Promu 1984; # = classement; Pts = points; J = joués; G / N / P = gagnés / nuls / perdus; Pp / Pc / Diff = points pour / contre / différence entre points pour et points contre |                        |     |    |    |   |    |      |      |      |

## Leaders de la saison régulière
| Catégorie                  | Joueur         | Équipe         | Statistiques |
| -------------------------- | -------------- | -------------- | ------------ |
| Points par match           | Ed Murphy      | Limoges        | 34,0         |
| Rebonds par match          | Wally West     | Tours          | 13,1         |
| Passes décisives par match | Victor Boistol | Stade Français | 7,6          |

## Récompenses individuelles
| - MVP français : - MVP étranger : - Meilleur espoir : | Richard Dacoury (Limoges) Ed Murphy (Limoges) Valéry Demory (Stade Français) |